# Carol Zhao
Carol Zhao (* 20. Juni 1995 in Chongqing, China) ist eine kanadische Tennisspielerin.

## Karriere
Zhao ist neunfache kanadische Tennis-Nachwuchsmeisterin und spielt für die Stanford University im College Tennis. Zusätzlich gewann sie 2013 zusammen mit Ana Konjuh das Juniorinnen-Doppelturnier der Australian Open. In der Juniorinnenweltrangliste wurde sie auf Platz 9 geführt.
Überwiegend bestreitet sie Turniere auf dem ITF Women’s Circuit, bei denen sie bislang zwei Einzel- und sechs Doppeltitel gewonnen hat. Auf der WTA Tour spielte sie 2013 beim Rogers Cup erstmals im Hauptfeld, nachdem sie sich in der Qualifikation unter anderem gegen Irina-Camelia Begu durchgesetzt hatte.
Nach vier Finalteilnahmen mit wechselnden Partnerinnen auf $25.000-Turnieren stand sie Ende Juli 2016 in der Doppelweltrangliste auf Platz 157. Ihre bislang beste Platzierung im Einzel erreichte sie im Juni 2018 mit Position 131.

## Turniersiege

### Einzel
| Nr. | Datum             | Turnier    | Kategorie    | Belag     | Finalgegnerin    | Ergebnis      |
| --- | ----------------- | ---------- | ------------ | --------- | ---------------- | ------------- |
| 1.  | 3. September 2017 | Nanao      | ITF $25.000  | Teppich   | Junri Namigata   | 6:3, 6:2      |
| 2.  | 12. November 2017 | Shenzhen   | ITF $100.000 | Hartplatz | Liu Fangzhou     | 7:5, 6:2      |
| 3.  | 12. Juni 2022     | Incheon    | ITF W25      | Hartplatz | Mayuka Aikawa    | 6:4, 6:1      |
| 4.  | 3. Juli 2022      | Charleston | ITF W100     | Sand      | Himeno Sakatsume | 3:6, 6:4, 6:4 |

### Doppel
| Nr. | Datum            | Turnier     | Kategorie   | Belag     | Partnerin                    | Finalgegnerinnen                             | Ergebnis          |
| --- | ---------------- | ----------- | ----------- | --------- | ---------------------------- | -------------------------------------------- | ----------------- |
| 1.  | 20. Juli 2013    | Granby      | ITF $25.000 | Hartplatz | Lena Litvak                  | Julie Coin Emily Webley-Smith                | 7:5, 6:4          |
| 2.  | 27. Juli 2015    | Gatineau    | ITF $25.000 | Hartplatz | Jessica Moore                | Victoria Rodriguez Marcela Zacarías          | 6:3, 6:4          |
| 3.  | 20. Januar 2017  | Petit-Bourg | ITF $15.000 | Hartplatz | Mayo Hibi                    | Emilie Francati Charlotte Robillard-Millette | 2:6, 7:66, [11:9] |
| 4.  | 1. April 2017    | Iraklio     | ITF $15.000 | Sand      | Charlotte Robillard-Millette | Angelina Gabujewa Olga Putschkowa            | 7:62, 4:6, [10:5] |
| 5.  | 29. Juli 2017    | Granby      | ITF $60.000 | Hartplatz | Ellen Perez                  | Alexa Guarachi Olivia Tjandramulia           | 6:2, 6:2          |
| 6.  | 28. Oktober 2017 | Saguenay    | ITF $60.000 | Hartplatz | Bianca Andreescu             | Francesca Di Lorenzo Erin Routliffe          | kampflos          |
| 7.  | 13. Februar 2022 | Cancún      | ITF W25     | Hartplatz | Kateryna Wolodko             | Jacqueline Cabaj Awad Lina Glushko           | 7:5, 6:75, [10:7] |